# (15368) Katsuji
(15368) Katsuji est un astéroïde de la ceinture principale.

## Description
(15368) Katsuji est un astéroïde de la ceinture principale. Il fut découvert le 14 mai 1996 à Moriyama par Robert H. McNaught et Yasukazu Ikari. Il présente une orbite caractérisée par un demi-grand axe de 2,40 UA, une excentricité de 0,13 et une inclinaison de 11,4° par rapport à l'écliptique.

## Compléments